# Statua romana di Sor Paolo Proconsole

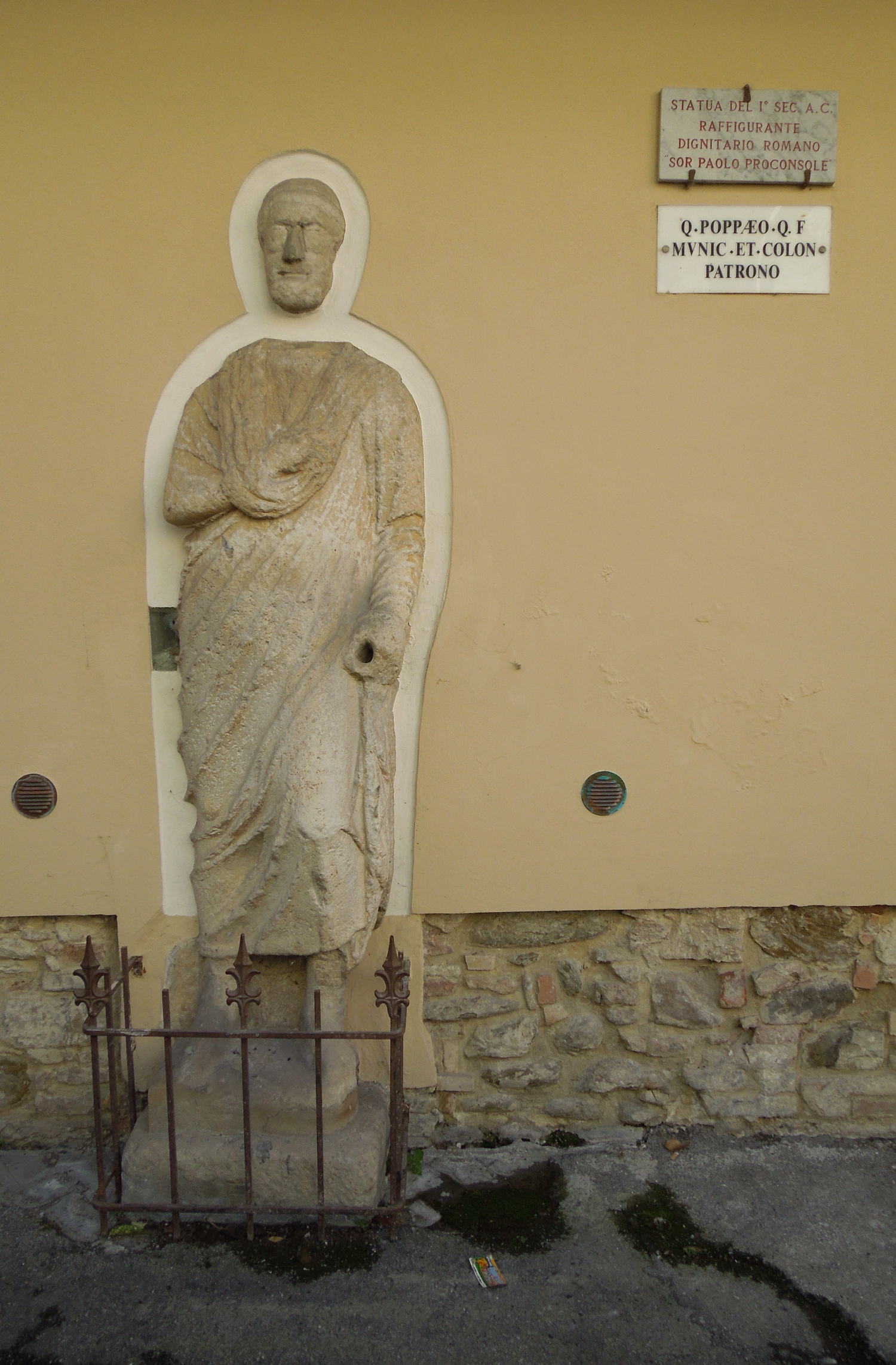
Sor Paolo Proconsole

La statua romana di Sor Paolo è un monumento situato a Teramo, in Largo Proconsole, all'altezza della chiesa del Santo Spirito.

## Descrizione
Si tratta della statua di un togato in travertino, di provenienza sconosciuta, murata da secoli presso la facciata di un'abitazione lungo il Corso di Porta Romana, all'altezza della chiesa di Santo Spirito. La collocazione è registrata anche dallo storico Niccola Palma nella Storia ecclesiastica e civile della Regione più settentrionale del Regno di Napoli (1832). La statua originaria alta 196 cm. è acefala, e la testa posta sopra è di epoca più tarda, forse XIII secolo. Grazie all'analisi dell'attacco alla base del collo è visibile l'incavo per l'alloggiamento; oltre alla testa mancano alcuni attributi come la capsa laterale e il volume (ossia il rotolo del togato). La statua fu realizzata in un solo pezzo, ad eccezione del volumen e della testa a incasso.
Il togato rappresentato veste una tunica, in posa rigidamente frontale, con la gamba tesa e la sinistra flessa al ginocchio. Ai piedi leggermente divaricati indossa calzari sui quali le linee incise indicano le strisce di cuoio dell'allaccio. Il braccio destro è aderente al busto, piegato sul petto ad angolo acuto e avvolto nella stoffa, all'altezza del polso; il sinistro è accostato al corpo, portato leggermente in avanti e sul polso si avvolge della stoffa che ricade lateralmente.
La mano sinistra impugnava il rotolo, inserito nell'apposito incasso. Le pieghe della toga sono oblique, piuttosto piatte, la resa del panneggio è semplice e lineare; sebbene non sia possibile un esame della statua, sembra che il retro fosse piatto. Alla luce della fruizione frontale della statua, delle caratteristiche formali dozzinali e del materiale, sembra preferibile ricondurre la statua alla sfera privata, realizzata nel I secolo a.C. La scarsa plasticità e la ricercatezza del dettaglio, dimostrano che la statua provenisse da una bottega media, e lo stesso fatto che il corpo sia separato dalla testa, fa pensare alla creazione di vari modelli plastici divisi dalla testa, fatta creare dai committenti appositamente; di questi esempi ci sono diversi reperti conservati a Teramo nel Museo archeologico Francesco Savini.

## Le pasquinate di Sor Paolo
La statua è detta comunemente dai teramani "sor Paolo", un tempo aveva come il Pasquino romano il ruolo di silente oppositore politico e religioso, castigatori dei malcostumi e degli imbrogli di potere, poiché sul foro della mano sinistra venivano infilate le pergamene con le satire e le proteste dei cittadini, mentre in epoca più recente il contenuto è diventato a tema amoroso e calcistico. 
Detto anche "gnor Paolo", questo soprannome è vecchio di secoli, poiché della statua romana non si sa nulla al livello storico, nei primi del '900 il poeta dialettale Luigi Brigiotti creò la macchietta del teramano "Gnore Paule" che a suon di poesie e frecciatine criticava la stagnante situazione sociale ed economica di Teramo. Oggi esiste un giornale satirico  che prende  il nome di "sor Paolo", che bersaglia la politica,  la società  contemporanea  e il mal costume cittadino. Francesco Verlengia insieme ad Antonio De Nino ricorda in articoli della "Rivista abruzzese" alcune burle che i teramani giocavano nell'800 ai malcapitati, ossia di voler fare degli affari, per conto di uno sconosciuto sor Paolo. Il malcapitato veniva portato nei pressi di Largo Santo Spirito, e gli veniva indicata la casa di sor Paolo, ma lui non sapendo l'identità di sor Paolo, andava chiedendo ai cittadini, che lo deridevano per il tiro subito. Altre volte i teramani lasciavano davanti alla statua degli oggetti per terra, e chi si chinava a raccoglierlo, veniva deriso per il fatto che "aveva fatto la riverenza" a sor Paolo.

## Sor Paolo e il giorno  di San Martino
La statua posta sulla facciata della casa veniva usata per i festeggiamenti di San Martino per appendere appunto i messaggi denigratori contro i politici, contro i cosiddetti "cornuti" della città che venivano fatti oggetto di beffe dal pubblico, mentre nella festa di San Valentino del 14 febbraio, la statua viene ricoperta di bigliettini appassionati. 
Nella raccolta poetica "Strata facènn" di Luigi Brigiotti esiste una poesia salace in cui il cittadino medio "gnore Paule" bersaglia i cornuti nel giorno di San Martino. 
Negli anni '60 la Rai durante la realizzazione del servizio Viaggio in Italia, si interessò anche per la puntata sulle tradizioni alla statua di sor Paolo. Fino a pochi anni fa si teneva una festa speciale nel quartiere Santo Spirito per la statua, celebrano il gemellaggio tra i fustigatori romano di Pasquino e quelli teramani, con l'elezione finale del "governatore" del rione, tra canti e balli.
Si teneva anche la lotteria di sor Paolo, che vedeva come premi i montoni, tacchini, polli, riffa abbinata alla "sagra de lu gallinacce", con la degustazione del tacchino alla canzanese e alla neretese.